# Quatre-vingt-quinze pour cent
Pistes de Fernande
Mourir pour des idées
(1) Les Passantes
(3)
Quatre-vingt-quinze pour cent  est une chanson de l'auteur-compositeur-interprète français Georges Brassens créée en 1972, et publiée parmi les 11 chansons de l'album Fernande.
Dans chaque refrain de cette chanson au ton grivois et humoristique et au rythme enlevé, Brassens affirme que :
Quatre-vingt-quinze fois sur cent

La femme s'emmerde en baisant

Qu'elle le taise ou le confesse

C'est pas tous les jours qu'on lui déride les fesses
Contrairement à ce que pourrait laisser entendre la formule du refrain, le titre original est bien Quatre-vingt-quinze pour cent et non pas Quatre-vingt-quinze fois sur cent.